# Rock 'n' Roll Kids
Rock 'n' Roll Kids (укр. Діти рок'н'ролу) — пісня авторства Брендана Грехама (Brendan Graham), що була виконана Полом Харрінгтоном і Чарльзом Макгеттіганом та перемогла на конкурсі пісні Євробачення-1994 з 226 балами (максимальною кількістю балів в абсолютному значенні з коли-небудь отриманих Ірландією на Євробаченні, вища оцінка від 8 країн). Це була третя поспіль (з трьох в серії) перемога Ірландії на цьому конкурсі, шоста з семи перемог країни на Євробаченні в цілому.
Пісня оповідає про померле зачарування молодості 1960-х.